# 班諾克縣
班諾克縣（英語：Bannock County）是美國愛達荷州東南部的一個縣。面積2,972平方公里。根據美國2000年人口普查，共有人口75,565人（2005年估計為78,155人）。縣治波卡特諾（Pocatello）。
成立於1893年3月6日。縣名紀念班諾克族（印第安人的一支）。